# Kalendarium powstania warszawskiego – 11 września

## 11 września, poniedziałek
Walki 47. armii radzieckiej na przedpolach Pragi. W nocy odbyło się przeprawienie przez Wisłę dwóch łączniczek AL w celu przekazania informacji o komunistach walczących w powstaniu i nawiązania łączności z PKWNem. Huk artyleryjski nadchodzący z Pragi, starcia lotnictwa niemieckiego z sowieckim, przekonało dowództwo Komendy Głównej AK o słuszności kontynuacji walki. Próby nieprzyjaciela celem wyparcia powstańców z Czerniakowa i Dolnego Mokotowa. Port Czerniakowski pozostał w polskich rękach.
W Śródmieściu następuje odbiór zrzutów alianckich z bronią i środkami medycznymi poprawia nastrój.
W szpitalu na Mokotowskiej 55 umarł, z ran odniesionych 9 września, mjr Gustaw Billewicz, dowódca zgrupowania AK „Sosna”. Na ul. Solec od wybuchu bomby zginął Marek Józef Dołęga-Zakrzewski, inżynier, Komendant Portu Czerniakowskiego.